# Jesús Guridi
Jesús Guridi Bidaola (né à Vitoria le 25 septembre 1886 et mort à Madrid le 7 avril 1961), est un compositeur, organiste espagnol, professeur de musique basque. 

## Biographie
Jesús Guridi naît dans une famille de musiciens : son arrière-grand-père, Nicolás Ledesma était organiste et compositeur, son grand-père, Luis Bidaola était organiste, sa grand-mère, Celestina Ledesma, est également compositrice et professeur de piano, son père, Lorenzo Guridi était violoniste et sa mère, Trinidad Bidaola était pianiste. Il grandit à Bilbao et commence à composer vers onze ans. En 1904, il poursuit ses études à la Schola Cantorum à Paris, où il étudie le piano avec Grovlez, l'orgue avec Abel Decaux, la composition avec Auguste Sérieyx et le contrepoint et fugue avec Vincent d'Indy. Il rend ensuite à Bruxelles et Liège, en 1906, où il travaille avec Joseph Jongen et à Cologne, avec l'instrumentation avec Otto Neitzel (1908).
En 1909, il rentre en Espagne et devient organiste de la Basílica del Señor Santiago à Bilbao pendant vingt ans. Il y dirige également la Sociedad Coral de Bilbao dès 1911, jusqu'en 1939, lorsqu'il s'installe à Madrid. De cette période date l'essentiel de ses œuvres chorales comme ses Canciones populares vascas et Así cantan los chicos qui sont ses pièces les plus importantes. En 1926, sa zarzuela basque El caserio, remporte un immense succès en Espagne et est considéré comme un joyau du théâtre espagnol ; le succès est ainsi pour ses mélodies basques. En 1927, il enseigne en outre l'orgue et l'harmonie, au nouveau conservatoire Vizcaya.
En 1944, il est nommé professeur au conservatoire de Madrid, dont il devient directeur.

## Œuvres (sélection)

### Orgue
- Fantasia para gran órgano, 1906-1907
- Escuela española de órgano, 1951
  1. Introducción
  2. Capriccio
  3. Cantinela
  4. Himno
  5. Improvisación
  6. Canción vasca
  7. Salida
  8. Interludio
  9. Plegaria
  10. Preludio
  11. Pastorela
  12. Villancico
  13. Glosa (Puer natus est)
  14. Éxtasis
  15. Fuga
  16. Adagio
  17. Ave Maria
  18. Ofertorio I
  19. Ofertorio II
  20. Toccata
- Variaciónes sobre un tema vasco
- Preludio
- Fantasía
- Interludio
- Triptico del buen pastor
  1. El rebaño
  2. La oveja perdida
  3. El buen pastor
- Misa a San Gabriel

### Piano
- Quatorze morceaux pour piano, 1905
- Homenaje a Walt Disney 1956, piano et  orchestre
- 8 Apuntes Para Piano
  1. Amanecer
  2. Cancion Vasca
  3. Danza Rustica
  4. Canto De Arriero
  5. Romanza
  6. Cortejo Funebre
  7. Rumor De Agua
  8. Marcha Humoristica
- Cantos Populares Vascos
- Danzas Viejas
  1. Tamboreillo De Navidad
  2. Muerdago - Zortzico Del Dolor
  3. La Carrasquilla
- Lamento e imprecacion e Agar
- Tres piezas breves
- Vasconia
  1. Viejo Carillon
  2. Leyenda
  3. En El Chacoli - Tocata Festiva

### Musique de chambre
- Quatuor à cordes en sol majeur, 1934
- Quatuor à cordes en la mineur, 1949

### Musique symphonique
- Leyenda vasca, 1915
- Una Aventura de Don Quijote, 1916, poème symphonique
- Diez melodías vascas, 1940
- Sinfonía pirenaica, 1945
- Homenaje a Walt Disney, 1956, piano et orchestre

### Opéras et Zarzuelas
- Mirentxu, 1910, opéra, sur un livret d'Alfredo Echave
- Amaya, 1910-1920, opéra, sur un livret de José M. Arroita Jauregui[3]
- El Caserío, 1926
- En un barco fenicio, 1927
- La Meiga (1929), zarzuela, sur un livret de Guillermo Fernández Shaw et Federico Romero
- La cautiva, 1931, zarzuela
- Mandolinata, 1934, zarzuela
- Mari-Eli, 1936, zarzuela
- La bengala, 1939, zarzuela
- Peñamariana, 1944, zarzuela
- Acuarelas vascas

### Musique vocale
Il écrivit de nombreux chants populaires sur des airs basques.
- Así cantan los niños, 1915
- Euskal folkloreko XXII abesti, 1932
- Seis canciones castellanas, 1939
  1. Allá arriba, en aquella montaña
  2. Sereno!
  3. Llámale con el panuelo
  4. No quiero tus avellanas
  5. Como quieres que adivine
  6. Mañanita de San Juan
- Canciones vascas
  1. Ala baita
  2. Arantzazura
  3. Zorabiatua naiz
  4. Alabatua
- Boga boga
- Hator mutil
- Anton Aizkorri

## Discographie sélective
- Viejo Zortzico, pour harpe - par Marisa Robles (1966, Decca)
- Quatuors à cordes n°1 & n°2 - par le Quatuor Enesco (juin 1986, Ensayo ENY-CD-3450) (OCLC 53207220).
- Como quieres que adivine & Mananita de San Juan, mélodies - par Teresa Berganza et Félix Lavilla, piano (1962, Decca)
- Dix Mélodies Basques pour orchestre - Orchestre national d'Espagne, dir. Ataúlfo Argenta (1953, RCA BMG / Medici Arts)
- Dix Mélodies Basques pour orchestre, Amaya prélude pour orchestre, Hommage à Walt Disney pour piano et orchestre : par Pilar Bayona (piano), l'Orchestre des Concerts de Madrid & l'Orchestre National d'Espagne dirigés par Jésus Arrambari (1959, EMI)
- Une aventure de Don Quichotte, Dix Mélodies Basques pour orchestre, Ainsi chantent les enfants - Chœurs et Orchestre symphonique de Bilbao, dir. Juan José Mena (2000, Naxos)
- Symphonie Pyrénéenne, Danse de l'Epée de Amaya pour orchestre - Orchestre symphonique de Bilbao, dir. Juan José Mena (17-21 février 2003/juin 1997, Naxos)[4] (OCLC 936682355).
- Amaya, drame lyrique de 1920 - par les solistes, le Chœur et l'Orchestre symphonique de Bilbao, dir. Theo Alcantara (1998, Marco Polo)
- El Caserio, zarzuela de 1926 - Pilar Lorengar, Manuel Ausensi, Carlos Munguia ; Chœur et Orchestre national d'Espagne, dir. Ataúlfo Argenta (1958, Alhambra)
- El Caserio, zarzuela de 1926 : par les solistes, le Chœur et l'Orchestre Symphonique de Bilbao, dirigés par Juan José Mena (2001, Naxos)
- Romanza de El Caserio - José Carreras ; English Chamber Orchestra, dir. Antoni Ros Marba (1975/1977, Brilliant Classics) — compléments : zarzuélistes divers
- Prélude de l'Acte 3 de El Caserio, version castagnettes et orchestre : par Lucero Tena (castagnettes), l'Orchestre des Concerts de Madrid, dirigé par José Maria Franco Gil (1969 à 1972, EMI — compléments : Albeniz, Falla, Granados, Larregla, Moreno Torroba, Rodrigo, Turina, Vives...